# Cuestión de amor
Cuestión de amor és una novel·la sentimental anònima que inclou abundosos textos poètics del gènere cortesà cancioneril castellà. Es va imprimir per primera vegada a València el 1513. Se'n coneixen 19 edicions del segle xvi i una en francès impresa a París el 1541.

## Descripció
És una ègloga en clau que reflecteix la vida cortesana de Nàpols entre el 1508 i 1512, on els mateixos nobles es canvien el nom i es disfrassen de pastors. Hi apareixen diversos ingredients de la tradició amorosa italiana com l'amor totpoderós o l'espiritualitat en la relació amorosa. S'hi observa una sobrietat de recursos escènics i escassetat de moviment.
El relat gira al voltant de l'amor cavalleresc de Flamiano, un gentilhome valencià que viu a Nàpols, amb Belisana. Flamiano es correspon a Jeroni de Fenollet i de Centelles i Belisana a Bona Sforça, filla del duc de Milà i d'Isabel d'Aragó. Al seu voltant hi ha festes, justes i caceres on participen els principals personatges de la cort de Nàpols, en bona part d'origen català. Hi apareix el virrei Ramon de Cardona, la seva muller Isabel de Requesens, els cardenals Lluís de Borja i Francesc Remolins, l'almirall Bernat de Vilamarí, les “tristes reines”, Joana, vídua del rei Ferran I de Nàpols, i la seva filla, vídua de Ferrandí.

## Autoria
Alguns historiadors han conclòs que l'autoria és valenciana. Segons l'historiador Gregory Peter Andrachuc de la Universitat de Victoria podria ser Alfons de Cardona, sobretot per la forma de tractar el tema de la victòria i l'anàlisi del vocabulari. Altres han apuntat al també valencià Pere Lluís Escrivà. Després d'una anàlisi estilística, en canvi, s'apunta més aviat a Alonso de Proaza o Juan de Flores. Fos qui fos, alguns erudits han considerat que el llibre inclou una poesia d'un nivell superior a la dels cançoners del segle xv. En una anàlisi de la peça Alicia de Colombí Monguió de la Universitat de Nova York posa en dubte la qualitat de les poesies pel que fa al contingut, per exemple critica que la detallada descripció de la roba posa èmfasi en els colors sempre emblemàtics. En canvi en el seu cas lloa la mètrica de la composició.